# Tata Nano
O Nano é um modelo de porte micro da Tata Motors. Antes mesmo do seu lançamento, foi muito discutido pela promessa de custar a partir de 2.500,00 dólares americanos. Seu lançamento oficial ocorreu em 10 de janeiro de 2008, mas, foi apenas disponível a venda no dia 23 de março de 2009. E seu lançamento de vendas foi muito aguardado pois é um dos carros mais baratos do mundo. A empresa vem tendo dificuldades com sua fábrica em Singur, no estado de Bengali Ocidental. Segundo a imprensa internacional, o veículo será vendido, inicialmente, somente no território da Índia. O lançamento de um veículo nesta faixa de preço recebeu críticas de algumas áreas da sociedade, que preveem que a massificação de um veículo a combustão piore os níveis de emissão de gases poluentes, além de piorar o nível já caótico do trânsito das favelas da Índia.

## Detalhes técnicos

### Dimensões
- Comprimento: 3043mm
- Largura: 1495mm
- Altura: 1652mm
- Altura do solo: 180mm
- Capacidade: 4 pessoas
- Capacidade do tanque de combustível: 15  litros
- Peso: 600 kg

### Powertrain
- Motor:

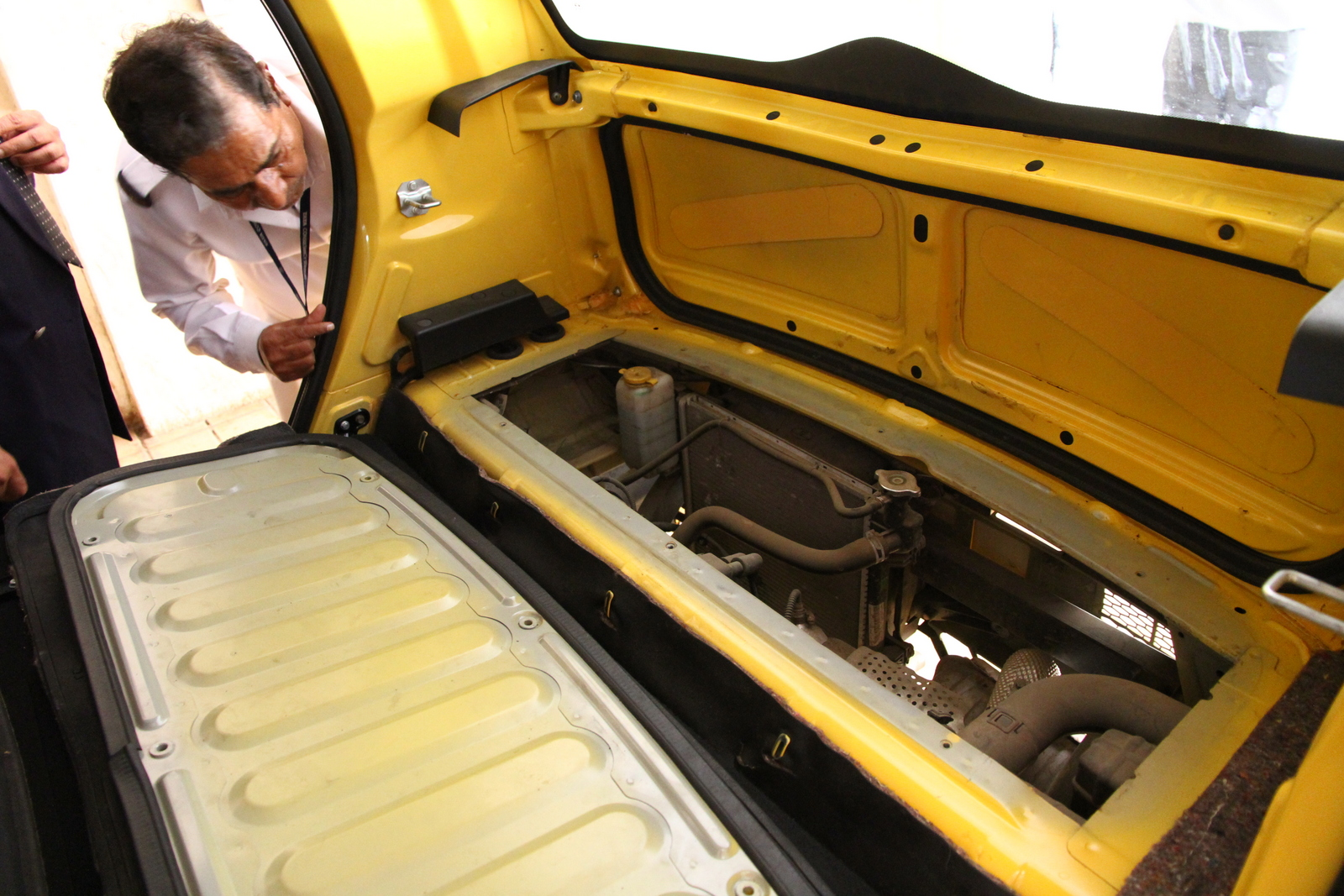
Motor do Nano, acessível da parte interna traseira do carro, semelhante ao Smart Fortwo.

  - 2 cilindros, gasolina, Injeção multipoint, bloco de alumínio, cilindrada de 0,623 litro (623 cm3)
  - 4 tempos, 2 válvulas por cilindro, comando no cabeçote
  - Taxa de compressão - 9,5:1
  - Diâmetro x curso do pistão: 73,5 × 73,5 mm
  - Potência: 33 hp/24 kW a 5500 rpm
  - Torque: 48Nm a 2500 rpm

- Tração traseira, câmbio de 4 marchas sincronizadas, sendo a quarta de overdrive
- Direção mecânica com pinhão e cremalheira

### Desempenho
- Aceleração: de 0 a 100 km/h em 2 minutos
- Velocidade máxima: 110 km/h
- Consumo (combinado cidade e estrada): 22 km/l
- Capacidade do porta-mala: 100L

### Suspensão e freios
- Freio dianteiro: a tambor
- Freio traseiro: a tambor
- Altura livre: 80mm
- Suspensão dianteira: McPherson
- Suspensão traseira: independente tipo tree way

### Pneus
- Tipo: Radial tubeless
- Frontal: 135/70 R12
- Traseiro: 135/65 R12

## Qualidade e segurança

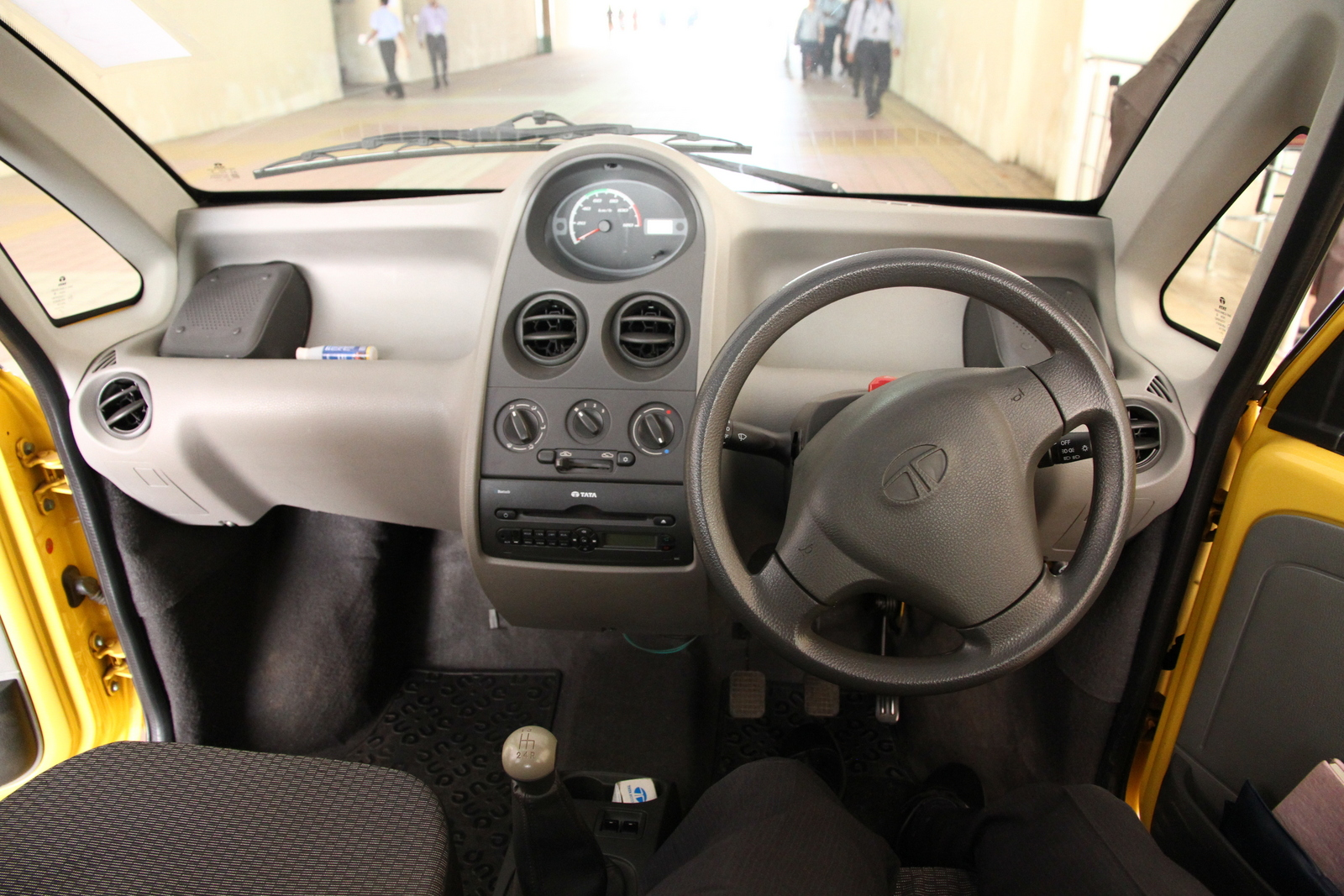
Painel do Nano.

Como algumas ligas de plástico de qualidade inferior foram utilizadas na produção de elementos estruturais, há controvérsias quanto ao nível de segurança do veículo. Os braços da suspensão, por exemplo, em velocidades acima de 70 km/h sofrem desgaste elevado, o que pode ocasionar quebras que levam à perda de controle. Em julho de 2019 foi aprovado em crash-test europeu e poderá ser vendido na Europa a partir de 2020.

## Acidentes
Quatro casos de incêndio envolvendo este veículo já foram divulgados, sendo 8 com pneus escapados.